# Emily Browning
Pour les articles homonymes, voir Browning.
Emily Browning [ˈɛməli ˈbɹaʊnɪŋ], née le 7 décembre 1988 à Melbourne, est une actrice australienne.
Emily Browning commence sa carrière très jeune, à la télévision, dans son pays natal. En 2002, elle est présentée à un plus large public avec le film Le Vaisseau de l'angoisse. En 2005, elle remporte l'Australian Film Institute Award de la meilleure jeune actrice grâce à son rôle de Violette Baudelaire dans Les Désastreuses Aventures des orphelins Baudelaire.
Forte de ce succès et de cette nouvelle visibilité, l'actrice enchaîne par la suite les projets : elle porte le thriller horrifique Les Intrus (2009), elle rejoint le casting féminin du film d'action Sucker Punch (2011), la même année, puis le drame indépendant Sleeping Beauty.
En 2014 elle est le premier rôle féminin du blockbuster Pompéi, et en 2015 du film de gangster Legend. Elle fait un retour télévisuel remarqué dans la série American Gods, entre 2017 et 2021, puis en 2023 dans Class of '07, où elle campe le rôle principal de Zoe.

## Biographie

### Enfance et formation
Emily Browning est la fille d'Andrew et Shelley Browning. Elle étudie à l'école Hurstbridge Learning Co-op et poursuit ses études à la Eltham High School. Elle a deux frères plus jeunes, Nicholas et Matthew.
Toute jeune, elle pense étudier la psychologie ou la philosophie, mais finit par entamer une carrière d'actrice précoce lorsqu'elle se fait remarquer par le père d'un de ses camarades de classe, également acteur, lors d'un spectacle à l'école.

### Vie privée
Emily Browning est en couple avec l'acteur Max Irons de 2011 à 2012, puis avec l'acteur Xavier Samuel, rencontré sur le tournage de Plush, de 2013 à 2015. Depuis 2015, elle est en couple avec le réalisateur Eddie O'Keefe rencontré sur le tournage du film Shangri-La Suite. Ils se marient en 2023.

## Carrière

### Débuts précoces et révélation australienne (1998-2003)
En effet, fin des années 1998, Emily Jane Browning commence sa carrière d'actrice à l'âge de dix ans, pour les besoins du téléfilm australien The Echo of Thunder. Première incursion reconnue par la profession, l'actrice se retrouve nommée pour le Young Artist Awards du meilleur espoir féminin.
Dans un premiers temps, c'est dans son pays natal qu'elle poursuit alors sa prometteuse carrière, en obtenant des rôles réguliers, au début des années 2000, dans diverses séries télévisées comme Hight Flyers, Les Nomades du futur, Something in the Air et Blue Heelers. Nouvelle salutation de la profession, lorsqu'elle se fait remarquer pour un rôle dans la série Halifax qui lui vaut un Australian Film Institute Award de la meilleure jeune actrice ; bien qu'elle n'intervienne que dans un seul épisode.
En 2001, elle tourne dans son premier long métrage, avec la comédie dramatique australienne The Man Who Sued God, qui reçoit de très bonnes critiques.
Elle enchaîne avec deux productions dans le cinéma d'horreur : en 2002 l'hollywoodien Le Vaisseau de l'angoisse, de Steve Beck, et en 2003 l'australo-américain Darkness Falls, deux flops critiques, mais des réussites du côté du box office, les deux productions étant largement rentabilisées,.
À la télévision, elle tourne dans le téléfilm After the Deluge, plébiscité par la critique et qui lui vaut sa seconde citation pour un Australian Film Institute Award. Elle parvient aussi à participer à une production cinématographique plus ambitieuse pour le drame australo-américain Ned Kelly, mené par Heath Ledger et Orlando Bloom, et sous la direction de Gregor Jordan.

### Incursion remarquée à Hollywood (2004-2010)
Parallèlement, elle est choisie pour son premier blockbuster américain. Elle prête ses traits à Violette Baudelaire dans Les Désastreuses Aventures des orphelins Baudelaire, adaptation signée Brad Silberling. Le film, porté par la star Jim Carrey, connait un large succès commercial. Il vaut aussi à la jeune actrice un deuxième Australian Film Institute Award, celui de la meilleure actrice, en 2005, ainsi qu'une seconde nomination pour le Young Artist Awards et sa première citation pour le Critics' Choice Movie Awards. L'actrice, face à cet important premier succès outre atlantique, déclare avoir : « apprécié l'expérience de faire un film à grand budget en Amérique mais espère tout de même continuer à travailler pour le cinéma australien. »
C'est ainsi qu'elle tente ensuite de s'extirper de productions jeunesse en revenant vers le cinéma de genre. Elle refuse ainsi de faire l'audition pour le rôle de Bella Swan, finalement attribué à Kristen Stewart, dans la saga à succès Twilight,.
En 2007, elle est présidente du festival de la mode L'Oréal à Melbourne, qui promeut l'industrie de la mode australienne.
Elle décroche le premier rôle du thriller psychologique d'horreur Les Intrus, une co-réalisation de Charles Guard et de Thomas Guard sortie en 2009, avec Elizabeth Banks et Arielle Kebbel. Le film est nommé lors des Teen Choice Awards dans la catégorie « film d'horreur préféré » et réalise des performances correctes au box office,.

### Progression et révélation critique (2011-2014)

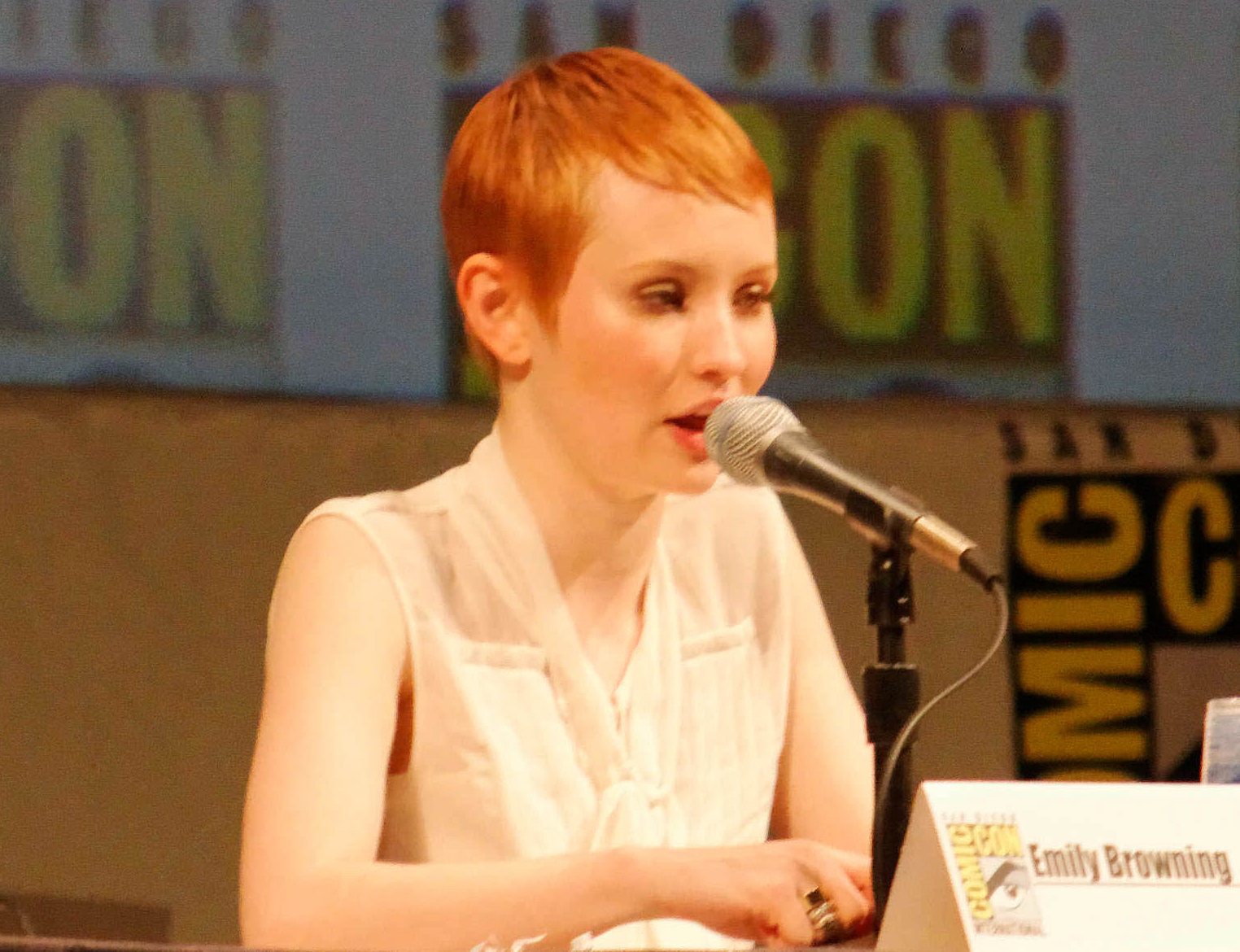
L'actrice au Comic-Con 2010, pour la présentation de Sucker Punch.

L'année 2011 est marquée par la sortie de deux films d'auteur : d'abord l'esthétisante et noire superproduction d'action Sucker Punch, écrite et réalisée par Zack Snyder. Elle est entourée de Vanessa Hudgens, Abbie Cornish, Jamie Chung et Jena Malone. Elle y interprète trois titres sur la bande originale : une reprise de Sweet Dreams d'Eurythmics, une de Where is my mind des Pixies, et une de Asleep des Smiths. Elle prête ensuite ses traits au drame érotique australien indépendant Sleeping Beauty, écrit et réalisé par Julia Leigh. Le premier peine à être rentabilisé tandis que le second est adoubé par la profession et permet à l'actrice d'être nommée et récompensée au titre de meilleure actrice dans de nombreux festivals et cérémonies de remises de prix.

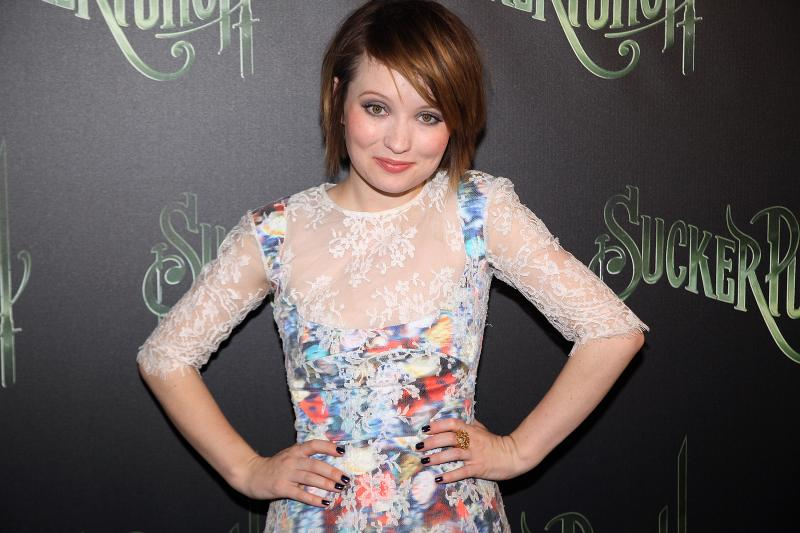
L'actrice, à l'avant première australienne du film Sucker Punch, en avril 2011.

En 2013, elle évolue dans la romance britannique indépendante Summer in February, de Christopher Menaul, passé inaperçue auprès du public mais remarquée par la critique, et côtoie ensuite Juno Temple, Michael Cera et Catalina Sandino Moreno, pour le thriller psychologique d'horreur, lauréat du Grand Prix du Jury lors des American Movie Awards 2014, Magic Magic, écrit et réalisé par Sebastian Silva. Enfin elle est dirigée par la réalisatrice de Twilight, Catherine Hardwicke, pour le thriller érotique Plush, un échec cuisant.

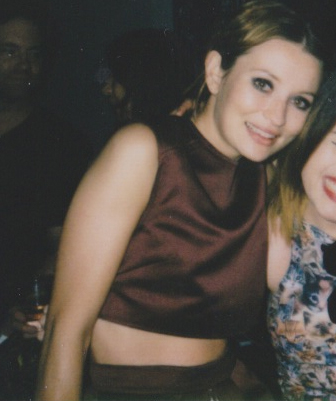
Emily Browning, lors de l'avant première du film God Help the Girl, à New York, en 2014.

En 2014, elle alterne blockbuster américain - Pompéi, de Paul W. S. Anderson - et cinéma indépendant européen - le drame musical britannique God Help the Girl, de Stuart Murdoch. Le premier s'inspire de l'éruption du Vésuve en 79 et de la destruction de Pompéi, il divise la critique, et réalise des performances nettement en deçà des attentes. Le second, petite production méconnue du grand public, réussit à se faire remarquer et est élu Meilleur film dramatique lors du Festival du film de Sundance 2014.

### Retour télévisuel (2015-présent)
En 2015, elle tient le premier rôle féminin du thriller d'action Legend, écrit et réalisé par Brian Helgeland, porté par la double interprétation de Tom Hardy. Cette production rencontre son public et est également saluée par les cérémonies de remises de prix,. La même année, elle joue dans le drame criminel Shangri-La Suite dont elle partage l'affiche avec Ashley Greene.
Elle signe une incursion télévisuelle remarquée, en obtenant le premier rôle féminin de la série American Gods, diffusée en 2017. Cette année-là, elle participe à la production dramatique Golden Exits d'Alex Ross Perry qui est remarquée lors du Festival du film de Sundance 2017. L'année suivante, elle intègre la distribution de la série télévisée The Affair, à partir de la quatrième saison.

## Filmographie

### Cinéma

#### Longs métrages
- 2001 : The Man Who Sued God de Mark Joffe : Rebecca Myers
- 2002 : Le Vaisseau de l'angoisse (Ghost Ship) de Steve Beck : Katie Harwood
- 2002 : Nuits de terreur (Darkness Falls) de Jonathan Liebesman : Caitlin Greene jeune
- 2003 : Ned Kelly de Gregor Jordan : Grace Kelly
- 2004 : Les Désastreuses Aventures des orphelins Baudelaire (Lemony Snicket's A Series of Unfortunate Events) de Brad Silberling : Violette
- 2006 : À la dérive (Stranded) de Stuart McDonald : Penny
- 2009 : Les Intrus (The Uninvited) de Charles Guard et de Thomas Guard : Anna
- 2011 : Sucker Punch de Zack Snyder : Babydoll
- 2011 : Sleeping Beauty de Julia Leigh : Lucy
- 2013 : Les Âmes vagabondes d'Andrew Niccol : Gaby (à la fin du film)
- 2013 : Summer in February de Christopher Menaul : Florence
- 2013 : Magic Magic de Sebastian Silva : Sarah
- 2013 : Plush de Catherine Hardwicke : Hayley
- 2014 : Pompéi (Pompeii) de Paul W. S. Anderson : Cassia
- 2014 : God Help the Girl de Stuart Murdoch : Eve
- 2015 : Legend de Brian Helgeland : Frances Shea
- 2015 : Shangri-La Suite d'Eddie O'Keefe : Karen
- 2017 : Golden Exits d'Alex Ross Perry : Naomi

### Télévision

#### Séries télévisées
- 1999 : Hight Flyers : Phoebe (26 épisodes)
- 2000 : Les Nomades du futur (Thunderstone) : Clio (13 épisodes)
- 2000-2001 : Something in the Air : Alicia (5 épisodes)
- 2000-2002 : Blue Heelers : Hayley Fulton (9 épisodes)
- 2001 : Halifax : Kristy O'connor (1 épisode)
- 2001 : Blonde : Fleece (mini-série, 2 épisodes)
- 2017 - 2021 : American Gods : Laura Moon / Essie MacGowan (rôle principal)
- 2018 - 2019 : The Affair : Sierra (rôle récurrent)
- 2023 : Class of '07 : Zoe
- 2023 : American Horror Stories : Natessa (saison 3, épisode 4)

#### Téléfilms
- 1998 : The Echo of Thunder de Simon Wincer : Opal Ritchie
- 2003 : After the Deluge de Brendan Maher : Maddy

### Musique
- Elle figure dans le clip de No Matter What You Say du groupe Imperial Teen, tourné en 2013
- Elle figure dans le clip de Take Shelter du groupe Years & Years, tourné en 2014
- Elle figure dans le clip de Light Surrounding You du groupe australien Evermore, tourné en 2006
- Reprise de Sweet Dreams (Are Made of This) de Eurythmics
- Reprise de Where Is My Mind? de Pixies
- Reprise de Asleep de The Smiths
- The Look In Your Eye (Plush soundtrack)
- Close Enough To Kill (Plush soundtrack)

## Distinctions
Sauf indication contraire ou complémentaire, les informations mentionnées dans cette section proviennent de la base de données IMDb.

### Récompenses
- 2002 : Australian Film Institute Awards de la meilleure jeune actrice dans une série télévisée dramatique pour Halifax (2001)
- Australian Film Institute Awards 2005 : Meilleure actrice dans une comédie d'aventure pour Les Désastreuses Aventures des orphelins Baudelaire (2004) pour le rôle de Violette Baudelaire.
- 2007 : Ashland Independent Film Festival de la meilleure distribution dans un drame pour À la dérive (2006) partagée avec Emma Lung, Robert Morgan (en), David Hoflin et Nicky Wendt.
- 2011 : Festival international du film des Hamptons de la meilleure interprétation féminine pour Sleeping Beauty (2011)
- Festival du film de Sundance 2014 : Lauréate du Prix Spécial du Jury de meilleur film dramatique pour God Help the Girl (2014) partagée avec Olly Alexander et Hannah Murray.

### Nominations
- 1999 : Young Artist Awards du meilleur espoir féminin pour The Echo of Thunder (1998).
- 2003 : Australian Film Institute Awards du meilleur espoir féminin pour After the Deluge (2003).
- 10e cérémonie des Critics' Choice Movie Awards 2005 : Meilleure jeune actrice dans une comédie d'aventure pour Les Désastreuses Aventures des orphelins Baudelaire (2004) pour le rôle de Violette Baudelaire.
- 2005 : Young Artist Awards de la meilleure jeune actrice dans une comédie d'aventure pour Les Désastreuses Aventures des orphelins Baudelaire (2004) pour le rôle de Violette Baudelaire.
- 2011 : Golden Schmoes Awards de la meilleure distribution pour Sucker Punch (2011).
- 2012 : Alliance of Women Film Journalists de la plus grande différence d'âge entre le rôle principal et son intérêt amoureux pour Sleeping Beauty (2011) partagée avec Peter Carroll, Chris Haywood et Hugh Keays-Byrne
- 6e cérémonie des Australian Film Critics Association Awards 2012 : Meilleure actrice pour Sleeping Beauty (2011)
- 20e cérémonie des Film Critics Circle of Australia Awards 2012 : Meilleure actrice pour Sleeping Beauty (2011)
- 2018 : Women's Image Network Awards de la meilleure actrice dans une série télévisée dramatique pour American Gods (2017-2021).

## Voix françaises
En France, Emily Browning est régulièrement doublée par Noémie Orphelin et Geneviève Doang.
En France
| - Noémie Orphelin dans : - Les Désastreuses Aventures des orphelins Baudelaire - Sucker Punch - Summer in February - Pompéi - The Affair (série télévisée) - American Horror Stories (série télévisée) | - Geneviève Doang dans (les séries télévisées) : - American Gods - Class of '07 Et aussi - Lily Rubens dans Les Intrus - Julie Cavanna dans Legend - Pamela Ravassard dans Shangri-La Suite |